# Volavec
Volavec is een plaats in de gemeente Gornja Stubica in de Kroatische provincie Krapina-Zagorje. De plaats telt 27 inwoners (2001).